# Araneus calusa
Araneus calusa är en spindelart som beskrevs av Levi 1973. Araneus calusa ingår i släktet Araneus och familjen hjulspindlar. Inga underarter finns listade i Catalogue of Life.